# 刁培德
刁培德（1942年—），男，四川江津人，中华人民共和国政治人物。

## 生平
1964年毕业于北京师范大学，历任《红旗》杂志社编辑部编辑，中国科学院《自然辩证法通讯》杂志编辑，学苑出版社副总编辑。1985年，加入九三学社。1989年1月8日，九三学社第五次全国代表大会进行选举，他当选第八届中央委员会常务委员。